# Itália uralkodóinak listája
Itália területe, amely többé-kevésbé a mai Olaszország államterületével esik egybe, a Nyugatrómai Birodalom 476-os bukása után megközelítőleg 1400 éven át kisebb-nagyobb államokra és városállamokra tagolódott. Ilyen volt például Velence, amely fölött a dózsék egész sora uralkodott, vagy a reneszánsz kori gazdag városállam, a Medici-család által uralt Firenze, vagy a Sforzák milánói fejedelemsége. Ilyen volt a Nápoly–Szicíliai kettős királyság, amely fölött az Anjou-családnak azon ága uralkodott, ahonnan a magyar Anjou-királyok is származtak. Ilyen volt a közel 1100 éven át fennálló pápai állam, amelyet II. István pápa és Kis Pippin francia király alapítottak a 8. században. Ám egyes területek hosszabb-rövidebb ideig külső megszállás alatt álltak. I. (Nagy) Károly római császár például megszállta Észak-Itáliát, hogy biztosítsa a pápa biztonságát az ott tanyázó longobárdoktól. Ettől kezdve a Frank Birodalom széthullásáig a Rómától északra fekvő terület e hatalmas államalakulat része volt.
Az egységes Frank Birodalom felbomlása után a németek szerezték meg az Itália feletti ellenőrzést.  962-ben I. (Nagy) Ottó német király még a Pápai Államot is elfoglalta és ott „római császárrá” koronáztatta magát. Ezután Itália 900 éven át a Német-római Birodalom hatalmi övezetébe tartozott. A középkort végig kísérte a császár és a pápa közötti állandó hatalmi ellentét az egyházi vezetők beiktatásának jogáért („invesztitúraharc”). Bár az itáliai városállamok viszonylagos függetlenséget élveztek, valamennyien a német-római császár befolyása alatt maradtak. Itália gyakran vált a francia–német (és a francia–spanyol) nagyhatalmi háborúk hadszínterévé is.
A napóleoni háborúk nyomán 1806-ban a Német-római Birodalom megszűnt, Észak-Itáliát a franciák szállták meg, és csatlós királyságokat (Itáliai Királyság, Nápolyi Királyság) hoztak létre, amelyek élére Napóleon saját rokonait és tábornokait állította. Napóleon veresége és a bécsi kongresszus (1815) után az Osztrák Császárság vetette meg itt a lábát, amely létrehozta saját csatlós államait (Lombard–Velencei Királyság, Modena és Reggio Hercegség, Párma, Piacenza és Guastalla hercegsége).
A 19. század közepén a független Szárd–Piemonti Királyság harcos uralkodói, Károly Albert és fia, II. Viktor Emánuel álltak az olasz egyesítési törekvések élére, amelynek érdekében több felkelés és háború folyt le (1848, 1859), ezekbe a Francia Császárság is beavatkozott. Ezek eredményeként 1861-ben létrejött az egységes Olasz Királyság. Az új nemzeti állam a következő fél évszázad háborúiban további terüleket foglalt el: 1866-ban, a porosz–osztrák háború során Venetót, 1870-ben a porosz–francia háborút kihasználva Rómát (a pápai állam maradékát), majd 1918-ban az első világháborúban Dél-Tirolt, Görz és Gradisca tartományokat, és Trieszt városát szerezte meg. Olaszország államformája 1946-ig királyság volt, majd kikiáltották a köztársaságot.

## Francia megszállás idején (1796–1814)

### Itáliai Királyság (1805–1814)
| Uralkodó                                                           | Életterminusa                                    | Uralkodása kezdete | Uralkodása vége   | Uralkodóháza | Megjegyzés | Portré |
| ------------------------------------------------------------------ | ------------------------------------------------ | ------------------ | ----------------- | ------------ | --- | ------ |
| Bonaparte Napóleon olaszul: Napoleone di Buonaparte Itália királya | 1769. augusztus 15. – 1821. május 5. (51 évesen) | 1805. március 17.  | 1814. április 11. | Bonaparték   | Carlo Buonaparte és Letizia Ramolino fia, az Itáliai Királyság alkirályává nevelt fiát, Eugène de Beauharnaist tette |        |

## Olasz Királyság (1861–1946)
| Uralkodó                                                                | Életterminusa                                        | Uralkodása kezdete | Uralkodása vége  | Uralkodóháza | Megjegyzés | Portré |
| ----------------------------------------------------------------------- | ---------------------------------------------------- | ------------------ | ---------------- | ------------ | --- | ------ |
| II. Viktor Emánuel olaszul: Vittorio Emmanuele II Olaszország királya   | 1820. március 14. – 1878. január 9. (57 évesen)      | 1861. március 17.  | 1878. január 9.  | Savoyaiak    | Károly Albert szárd–piemonti király és Habsburg–Toscanai Mária Terézia főhercegnő fia, korábban szardíniai király |        |
| I. Umbertó olaszul: Umberto I Olaszország királya                       | 1844. március 14. – 1900. július 29. (56 évesen)     | 1878. január 9.    | 1900. július 29. | Savoyaiak    | II. Viktor Emánuel olasz király és Habsburg–Lotaringiai Mária Adelheid főhercegnő fia                             |        |
| III. Viktor Emánuel olaszul: Vittorio Emmanuele III Olaszország királya | 1869. november 11. – 1947. december 28. (78 évesen)  | 1900. július 29.   | 1946. május 9.   | Savoyaiak    | I. Umbertó olasz király és Margit, Genova hercegnőjének fia, egyben Etiópia császára 1936 és 1941 között          |        |
| II. Umbertó olaszul: Umberto II Olaszország királya                     | 1904. szeptember 15. – 1983. március 18. (78 évesen) | 1946. május 9.     | 1946. június 12. | Savoyaiak    | III. Viktor Emánuel olasz király és Ilona montenegrói királyi hercegnő fia, az utolsó olasz király                |        |